# Windows Mobile裝置中心
Windows Mobile裝置中心（英語：Windows Mobile Device Center）是一個微軟所開發的同步化的作業系統內建軟體，它取代了原本的Microsoft ActiveSync。它的功能是用來同步Windows Mobile與Microsoft Windows作業系統之間各種類型的資料，包括音樂、影片、聯絡人、行事曆、網頁瀏覽器我的最愛等。Windows Mobile裝置中心功能於Windows 10後不再內建此軟體，需安裝驅動程式才能啟用。
微軟現已不再支援 Windows 行動裝置中心。

## 歷史
Windows Mobile裝置中心開發的目的主要是取代原本適用於Windows Vista之前作業系統、用來同步基於Windows CE的裝置且功能較不強大的「Microsoft ActiveSync」。2006年10月，這個軟體首次發行beta版本，並允許和Windows Vista RC1搭配使用。2007年2月，第一個正式版發行，並提供下載。2007年6月，Windows Mobile裝置中心提供了一個更新，以支援Windows Mobile 6。隨著這個軟體的推出，Pocket PC 2000以及Pocket PC 2002兩個作業系統因而受到影響：它們將不再被Windows Vista提供原始的支援。不過，6.1版本推出後，那些裝置將可以透過它來進行基本的連結功能。
某些其它版本的Windows作業系統，如Windows Server 2008等也能夠使用Windows Mobile裝置中心，但是Windows XP等較舊的作業系統版本，卻仍然只能使用Microsoft ActiveSync。

## 功能
雖然Windows Vista內建了於Windows檔案總管中支援Windows Mobile裝置的基本功能，但是Windows Mobile裝置中心卻能夠使用類似精靈的方式來引導使用者自多個應用程式中整合所需要同步的檔案。
內建於Windows Vista中的基本功能只能瀏覽裝置、管理檔案以及使用Windows Media Player來同步媒體檔案。使用者如果需要完整資料的同步化，包括Microsoft Office Outlook中的行事曆、電子郵件以及聯絡人等，就需要安裝Windows Mobile裝置中心來配合進行。但是，Windows Mobile裝置中心卻不支援同步Windows Mail、Windows行事曆、Windows聯絡人以及任何早於版本2003之Microsoft Office Outlook中的資料。當一個Windows Mobile的裝置連接到電腦上時，該程式就會跳出一個視窗，並給予如同步音樂等有關管理該裝置的選項。
使用Windows Mobile裝置中心來檢視裝置可以透過藍芽、USB以及串列埠等方式。但是，使用串列埠來連結裝置的功能預設並不開啟，並需要使用者透過更改登錄檔才能開啟。
Windows Mobile裝置中心能夠同步以下資料：
- Microsoft Outlook 2003或更新的版本中PIM的資料（PIM同步功能不適用於Windows Mail、Windows行事曆、Windows聯絡人等）[8]
- Windows相片圖庫中的圖片
- Windows Media Player中的音樂以及影片
- Internet Explorer中的我的最愛
- Windows Explorer中的一般資料夾及檔案
- Windows Mobile的程式或更新

## 64Bit相容問題
雖然微軟有提供Windows Mobile裝置中心的64bit版本,但卻不能與Microsoft Office Outlook 2010 64bit版本同步並出現以下信息,
“Either there is no default mail client or the current mail client cannot fulfill the messaging request. Please run Microsoft Outlook and set it as the default mail client”
同時Outlook更在第一次進行同步處理時把裝置巳存的資料包括聯絡人、電子郵件和行事曆項目會從裝置中移除。
目前 Windows Mobile裝置中心的64bit版本目前只能跟Microsoft Office Outlook 2010 32bit版本同步, 而微軟更指出未有打算更新Windows Mobile裝置中心以支援Outlook 64bit版本.

## 主要版本
- Windows Mobile Device Center Beta 3，2006年10月6日發佈。[1]（第一個發佈於公眾的版本）
- Windows Mobile Device Center 6.0，2007年2月1日發佈。[2]（第一個正式版發佈）
- Windows Mobile Device Center 6.1，2007年6月發佈。（增加了對於Windows Mobile 6裝置的支援）